# Hans Kals
Hans Kals (* 16. September 1927 in Aachen; † 4. Juni 1989 in Meran) war ein deutscher Schriftsteller, Mundartdichter und Wirtschaftswissenschaftler.

## Leben und Wirken
Hans Kals wuchs in Haaren auf und besuchte nach Abschluss der Volksschule von 1942 bis 1944 die Handelsschule in Aachen. Nach Kriegsende nahm er eine Stelle beim Finanzamt Aachen-Stadt an und wurde Steuerinspektor. Nebenher besuchte er die Verwaltungs- und Wirtschaftsakademie und schloss mit Diplom ab. 1955 wurde er zur Oberfinanzdirektion nach Köln versetzt, wo er bis 1964 blieb.
Über den Umweg einer Begabtenprüfung erhielt er 1957 die Zulassung zum Studium. Neben seiner beruflichen Tätigkeit begann er Rechtswissenschaft zu studieren, wechselte aber sehr schnell zu den Wirtschaftswissenschaften und machte 1963 sein Examen. Ab 1964 lehrte er als Diplom-Handelslehrer an der Berufsschule und Höheren Handelsschule in Aachen. 1970 promovierte er an der damaligen Höheren Wirtschaftsfachschule in Mönchengladbach. Seine Dissertation zum Thema Die soziale Frage in der Romantik war später auch als Buch erschienen (Hanstein-Verlag, Köln 1974, ISBN 3-7756-6291-X).
Hans Kals gilt als einer der Mitbegründer des Fachbereichs „Wirtschaft“ an der Fachhochschule Aachen. Seit 1971 lehrte er dort und trieb den Ausbau voran.
Neben seiner Tätigkeit als Professor machte sich Hans Kals einen Namen als Schriftsteller und Mundartdichter. Schon in den 1960er Jahren hatte er für den Herder-Verlag einige Bücher aus dem Französischen übersetzt. Dem folgten ein paar Short Stories in Zeitschriften und 1981 das erste Buch Ein Heldengedenken. Parallel zu seinem Studium hatte er sich mit Sozialgeschichte und mit Psychologie beschäftigt. Dieses Wissen floss in seine weiteren Bücher ein, insbesondere Versetz dich mal in seine Lage – Wie man mit seinen Aggressionen fertig wird. Zudem schrieb er zahlreiche Gedichte und Prosastückchen in Aachener Mundart, von denen einige in den Aachener Zeitungen veröffentlicht wurden. 1984 gehörte er zu den Gründern des Heimatvereins Haaren/Verlautenheide.
Seit 1962 war Hans Kals verheiratet. Seine Frau Berta Kals war eine Bildende Künstlerin und wurde vor allem bekannt durch ihre zeitkritischen Weihnachtskrippen. Aus dieser Ehe gingen drei Kinder hervor. Hans Kals starb im Juni 1989 auf einer Vortragsreise in Italien.

## Schriften (Auswahl)
- Ein Heldengedenken. Verlag Vlinder op 't S, 1981, ISBN 3-88687-008-1.
- 1984 – jetzt. (= Herderbücherei. Band 1102). 1984, ISBN 3-451-08102-4.
- Versetz' dich mal in seine Lage. (= Herderbücherei. Band 1172). 1985, ISBN 3-451-08172-5.
- Es geschah in unseren Tagen: Die Krippen der Berta Kals. Alano Herodot, 1986, ISBN 3-924007-27-6.